# Estádio Municipal Governador Virgílio Távora
O Estádio Municipal Governador Virgílio Távora, popularmente conhecido como Mirandão, localiza-se no bairro do Mirandão, no município do Crato, estado do Ceará, no Brasil, tendo capacidade para 5000 espectadores,  e dimensões de 105 metros x 70 metros.
O estádio foi inaugurado em 1982 com uma partida entre o Ceará Sporting Club e o Bangu Atlético Clube, com lotação esgotada , atualmente recebe os jogos do Crato Esporte Clube e de equipe vizinhas quando perdem o mando de campo.
Manoel Silva atleta do Guarani de Juazeiro fez 10 gols em uma única partida, contra o Independência do Crato.